# Roberto de Mello e Souza
Roberto de Mello e Souza (Rio de Janeiro, 1 de Outubro de 1921 - São Paulo, 18 de Junho de 2007) foi pioneiro da administração de RH no Brasil, escritor e cabo da FEB (Força Expedicionária Brasileira).
Irmão de Antonio Candido, Roberto casou-se com Vera de Mello e Souza e teve quatro filhos.

## Carreira
Iniciou sua carreira em 1945, na Tecelagem Paraíba, como Chefe de Pessoal. Ingressou na Ford em 1957, onde assumiu diversos cargos, chegando a Gerente das Operações de Relações Industriais. Deixou a Ford para assumir a Diretoria de RH e Organização da Fepasa, entre 1975 e 1979. Ao fim do seu mandato, associou-se a Walter Bodini e fundaram a BMS Consultores, prestando serviço especializado em integração organizacional para algumas das maiores empresas no Brasil.
Fundou o FRH (Fórum Permanente de Estudos Avaçados das Relações Humanas no Trabalho) em 1997.;
Combateu na Itália durante a Segunda Guerra Mundial a serviço da Força Expedicionária Brasileira como cabo especializado em desarmar minas terrestres. Seu livro A Mina R, é uma obra de ficção inspirada em suas vivências na guerra.

## Obras

### Obras de ficção
- Mina R, 1973;
- Os Contos da Angústia Malangosa, 1986;
- A Tisana, 1989;
- O Pão de Cará, 1995;
- Memórias de Um Gerubal, 2004.

### Obras sobre administração de recursos humanos
- Desenvolvimento de Liderança na Empresa, 1978;
- Administração Integrada, 1983;
- Integração Organizacional, 1991;
- Repensando RH, 1994;
- O Futuro da Administração de Recursos Humanos no Brasil, 1999.

### Dirigida a administradores de empresa
- O Executivo Filósofo, 1992